# Средняя Шилка
Средняя Шилка — опустевшая деревня в Казачинском районе Красноярского краяв составе Александровского сельсовета.

## География
Находится в правобережной части района примерно в 50 километрах по прямой на юго-восток от районного центра посёлка Казачинское.

## Климат
Климат континентальный с умеренно суровой продолжительной, но малоснежной зимой и коротким жарким летом. Среднегодовая температура воздуха −1.9 °C, наиболее тёплым месяцем является июль, наиболее холодным месяцем — январь. Средняя температура января −18 °C, июля +20 °C. Абсолютный максимум температуры воздуха 37 °C, абсолютный минимум температуры воздуха −59 °C. Снежный покров устанавливается в начале ноября и сходит к концу марта, держится 185—190 дней. Высота снежного покрова колеблется от 40 до 70 см. Период с отрицательными температурами составляет 225—230 дней. Число дней с температурой воздуха выше +10 °C составляет 100—110.

## История
Деревня основана в период 1910—1912 годов. В советское время в деревне действовал колхоз «Большевик».

## Население
Постоянное население не было учтено как в 2002 году, так и в 2010.